# Smørstabbtindene

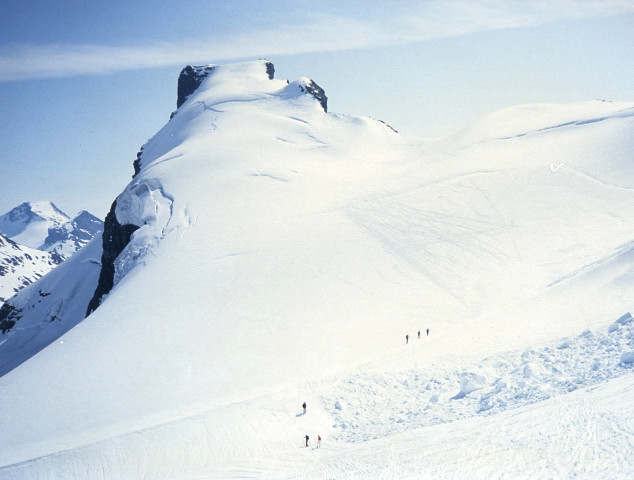
De Storebjørn

Smørstabbtindene is een bergkam behorende bij de gemeente Lom  in de provincie Oppland in Noorwegen.
De bergkam, gelegen in Nationaal park Jotunheimen, bestaat uit diverse toppen:
- Storebjørn (2222 m)
- Store Smørstabbtinden (2208 m)
- Saksi (2159 m)
- Veslebjørn (2150 m)
- Skeie (2118 m)
- Kalven (2034 m)
- Geite (2002 m)
- Søre Smørstabbtindan (drie toppen: 2045 m, 2033 m, 2030 m)